# Dahldorf
Dahldorf (niederdeutsch Dahldörp) ist ein Ortsteil der Gemeinde Gnarrenburg im niedersächsischen Landkreis Rotenburg (Wümme) in Deutschland.

## Geographie

### Geographische Lage
Dahldorf liegt rund sieben Kilometer südlich von Basdahl, einen Kilometer südwestlich von Gnarrenburg, ungefähr fünf Kilometer nördlich von Nordsode und etwa zwei Kilometer westlich von Barkhausen.

### Gewässer
Größere Gewässer oder Flussläufe durchfließen Dahldorf nicht. Dahldorf ist jedoch aufgrund des ehemaligen Moorgrunds durchzogen von zahlreichen Entwässerungsgräben.

## Geschichte

### Ortsgründung
Dahldorf wurde im Jahr 1782 im Zuge der Moorkolonisierung des Teufelsmoores gegründet. Im Jahr 1789 wird aber angegeben, dass der Ort bisher unbebaut sei.

### Eingemeindungen
Im Jahre 1932 wurde die Moorkolonie Dahldorf in die damalige Gemeinde Gnarrenburg eingegliedert. Im Zuge der Gebietsreform am 8. April 1974 entstand die bis heute bestehende Gemeinde Gnarrenburg.

## Kultur und Sehenswürdigkeiten
Bienenlehrstand
Der „Imkerverein Gnarrenburg“ richtete in den 1990er Jahren auf einem Moorgrundstück einen der Öffentlichkeit frei zugänglichen „Bienenlehrstand“ ein. Besucher und Touristen können sich hier durch mehrere Tafeln über die Bienenzucht und das Leben der Bienen informieren.